# Zdeněk Hummel
Pour les articles homonymes, voir Hummel.
Zdeněk Hummel, né le 12 janvier 1947, à Prague, en Tchécoslovaquie, est un joueur et entraîneur tchèque de basket-ball.

## Palmarès
Entraîneur
- Coupe de République tchèque 1995, 1996, 1998, 1999, 2004